# 9056 Piskunov
9056 Piskunov este un asteroid din centura principală de asteroizi.

## Descriere
9056 Piskunov este un asteroid din centura principală de asteroizi. A fost descoperit pe 1 martie 1992 la Observatorul La Silla în cadrul programului UESAC. Asteroidul prezintă o orbită caracterizată de o semiaxă mare de 2,80 ua, o excentricitate de 0,05 și o înclinație de 2,7° în raport cu ecliptica.